# Герб комуни Енгельгольм
Герб комуни Енгельгольм (швед. Ängelholms kommunvapen) — символ шведської адміністративно-територіальної одиниці місцевого самоврядування комуни Енгельгольм.

## Історія
Герб було розроблено для міста Енгельгольм на підставі печатки XVII століття. Отримав королівське затвердження 1934 року.
Після адміністративно-територіальної реформи, проведеної в Швеції на початку 1970-х років, муніципальні герби стали використовуватися лишень комунами. Цей герб був 1974 року перебраний для нової комуни Енгельгольм.
Герб комуни офіційно зареєстровано 1975 року.

## Опис (блазон)
У синьому полі скошені навхрест два срібні лососі, над ними золота відкрита корона, а вище — срібний серафим.

## Зміст
Сюжет герба походить з парафіяльної печатки 1693 року. Лососі вказують на річку Ренне. Крилатий янгол є називним символом і вказує на назву міста.     